# Archeosmylus pectinatus
Archeosmylus pectinatus là một loài côn trùng trong họ Archeosmylidae thuộc bộ Neuroptera. Loài này được Riek miêu tả năm 1953.